# ایرج صفدری
ایرج صفدری (زادهٔ ۱۳۱۷ – درگذشته ۲ تیر ۱۳۹۷) بازیگر و چهره‌پرداز سینما اهل ایران بود.

## زندگی
ایرج صفدری فرزند سوم خانواده، زاده ۱۶ بهمن ۱۳۱۷تهران بود. او چهره‌پرداز و بازیگر سینما اهل ایران بود. فعالیت هنری وی از دوران نوجوانی از سال ۱۳۳۲ در تئاترهای پارس، نصر، دهقان آغاز شد و در ادامه در تهران مصور کوچولوها به فعالیت خود ادامه داد. در طی این دوران با افرادی چون فتح‌الله والا (مدیر وقت اداره نمایش و تئاتر نصر)، دکتر شروان، کوشان، سارنگ، نصرت‌الله محتشم و مهدی رئیس‌فیروز آشنا شد و از آن پس در جامعه باربد مشغول به کار و ادامه فعالیت شد.
از ایرج صفدری به عنوان پیشگام و پیشکسوت صنعت چهره‌پردازی یاد می‌شود. وی نخستین کار رسمی خود را در سال ۱۳۳۷ در تئاتر نصر در نمایش مرگ موش به کارگردانی فتح‌الله والا و در عرصه سینما، سال ۱۳۳۸ در فیلم سینمایی آسمون جل به کارگردانی نصرت‌الله وحدت آغاز کرد. در سال‌های آغاز انقلاب همسر او به عنوان مجری چهره‌پردازی با او همکاری داشت و سپس فرزند دوم آنها عبدالله صفدری به عنوان دستیار، این حرفه را از آنها آموخته و سپس به‌طور مستقل مشغول به فعالیت در زمینه چهره پرازی شد.
ایرج صفدری در کنار حرفه اصلی خود با توجه به شرایط حاکم در فضاهای کاری زمان خود در زمینه‌های دیگری نیز همچون بازیگری، طراحی تیتراژ، جلوه‌های ویژه، طراح صحنه، مدیر تهیه نیز فعالیت داشت.

## فیلم‌شناخت

### سینما
| سال تولید | نام اثر                     | کارگردان           | عنوان                                                      | یادداشت |
| --------- | --------------------------- | ------------------ | ---------------------------------------------------------- | ------- |
| ۱۳۳۸      | آسمون جل                    | نصرت‌الله وحدت      | طراح و مجری چهره‌پردازی                                     |         |
| ۱۳۴۱      | لاله آتشین                  | محمود نوذری        | طراح و مجری چهره‌پردازی، تیتراژ                             |         |
| ۱۳۴۲      | دختر کوهستان                | محمدعلی جعفری      | طراح و مجری چهره‌پردازی، تیتراژ                             |         |
| ۱۳۴۲      | مسافری از بهشت              | نصرت‌الله وحدت      | بازیگر، تیتراژ                                             |         |
| ۱۳۴۳      | افق روشن                    | مهدی امیرقاسم خانی | طراح و مجری چهره‌پردازی، تیتراژ، مدیر تهیه                  |         |
| ۱۳۴۳      | ترانه‌های روستائی            | صابر رهبر          | طراح و مجری چهره‌پردازی، مدیر تهیه                          |         |
| ۱۳۴۳      | مسیر رودخانه                | صابر رهبر          | طراح و مجری چهره‌پردازی، تیتراژ، مدیر تهیه                  |         |
| ۱۳۴۳      | عروس فرنگی                  | نصرت‌الله وحدت      | تیتراژ                                                     |         |
| ۱۳۴۴      | زبون بسته                   | نصرت‌الله وحدت      | طراح و مجری چهره‌پردازی، مدیر تهیه                          |         |
| ۱۳۴۴      | مردی در قفس                 | نصرت‌الله وحدت      | طراح و مجری چهره‌پردازی، تیتراژ                             |         |
| ۱۳۴۴      | شانس بزرگ                   | شکرالله رفیعی      | طراح و مجری چهره‌پردازی، تیتراژ                             |         |
| ۱۳۴۵      | دختر کدخدا                  | مهدی رئیس فیروز    | طراح و مجری چهره‌پردازی، تیتراژ                             |         |
| ۱۳۴۵      | ول معطلی                    | عزیزالله رفیعی     | طراح و مجری چهره‌پردازی                                     |         |
| ۱۳۴۵      | یک قدم تا بهشت              | نصرت‌الله وحدت      | طراح و مجری چهره‌پردازی، طراح صحنه، تیتراژ، مدیر تهیه       |         |
| ۱۳۴۶      | چرخ و فلک                   | صابر رهبر          | طراح و مجری چهره‌پردازی                                     |         |
| ۱۳۴۶      | خوشگل و قهرمان              | مهدی ژورک          | طراح و مجری چهره‌پردازی، طراح صحنه، تیتراژ                  |         |
| ۱۳۴۶      | مرد بی ستاره                | عزیزالله بهادری    | طراح و مجری چهره‌پردازی                                     |         |
| ۱۳۴۶      | معجزه                       | مهدی میرصمدزاده    | طراح و مجری چهره‌پردازی                                     |         |
| ۱۳۴۶      | نیم وجبی                    | نصرت‌الله وحدت      | طراح و مجری چهره‌پردازی، مدیر تهیه                          |         |
| ۱۳۴۷      | پلی بسوی بهشت               | محمد زرین دست      | طراح و مجری چهره‌پردازی                                     |         |
| ۱۳۴۷      | تحفه هند                    | مهدی ژورک          | طراح و مجری چهره‌پردازی                                     |         |
| ۱۳۴۷      | جاده زرین سمرقند            | ناصر ملک مطیعی     | طراح و مجری چهره‌پردازی                                     |         |
| ۱۳۴۷      | خشم کولی                    | اسماعیل ریاحی      | طراح و مجری چهره‌پردازی                                     |         |
| ۱۳۴۷      | دلاور دوران                 | ابراهیم باقری      | طراح و مجری چهره‌پردازی                                     |         |
| ۱۳۴۷      | سلطان قلبها                 | محمد علی فردین     | طراح و مجری چهره‌پردازی                                     |         |
| ۱۳۴۷      | شکار شوهر                   | نصرت‌الله وحدت      | طراح و مجری چهره‌پردازی                                     |         |
| ۱۳۴۷      | لوطی قرن بیستم              | رضا صفایی          | طراح و مجری چهره‌پردازی                                     |         |
| ۱۳۴۷      | مرد دو چهره                 | رضا بیک ایمانوردی  | طراح و مجری چهره‌پردازی                                     |         |
| ۱۳۴۸      | پسران قارون                 | رضا صفایی          | طراح و مجری چهره‌پردازی                                     |         |
| ۱۳۴۸      | دنیای پر امید               | احمد شیرازی        | طراح و مجری چهره‌پردازی                                     |         |
| ۱۳۴۸      | جدایی                       | رضا صفایی          | طراح و مجری چهره‌پردازی                                     |         |
| ۱۳۴۸      | قصر زرین                    | محمد علی فردین     | طراح و مجری چهره‌پردازی                                     |         |
| ۱۳۴۸      | گربه کور                    | سردار ساگر         | طراح و مجری چهره‌پردازی                                     |         |
| ۱۳۴۹      | آدم و حوا                   | امیر شروان         | طراح و مجری چهره‌پردازی                                     |         |
| ۱۳۴۹      | حسن کچل                     | علی حاتمی          | طراح و مجری چهره‌پردازی                                     |         |
| ۱۳۴۹      | سکه شانس                    | ایرج قادری         | طراح و مجری چهره‌پردازی                                     |         |
| ۱۳۴۹      | مردی از جنوب شهر            | صابر رهبر          | طراح و مجری چهره‌پردازی                                     |         |
| ۱۳۴۹      | یاقوت سه چشم                | آرامائیس آقامالیان | طراح و مجری چهره‌پردازی                                     |         |
| ۱۳۴۹      | پنجره                       | جلال مقدم          | طراح و مجری چهره‌پردازی                                     |         |
| ۱۳۵۰      | وحشی جنگل                   | روبرت اکهارت       | طراح و مجری چهره‌پردازی                                     |         |
| ۱۳۵۰      | یک مرد یک شهر               | امیر شروان         | طراح و مجری چهره‌پردازی                                     |         |
| ۱۳۵۰      | صمد و قالیچه حضرت سلیمان    | پرویز صیاد         | طراح و مجری چهره‌پردازی                                     |         |
| ۱۳۵۰      | حیدر                        | مهدی ژورک          | طراح و مجری چهره‌پردازی                                     |         |
| ۱۳۵۰      | رشید                        | پرویز نوری         | طراح و مجری چهره‌پردازی                                     |         |
| ۱۳۵۰      | زندگی وارونه                | نصرت‌الله وحدت      | طراح و مجری چهره‌پردازی                                     |         |
| ۱۳۵۰      | سه قاپ                      | زکریا هاشمی        | طراح و مجری چهره‌پردازی                                     |         |
| ۱۳۵۰      | غلام ژاندارم                | امان منطقی         | طراح و مجری چهره‌پردازی                                     |         |
| ۱۳۵۰      | فرار از تله                 | جلال مقدم          | طراح و مجری چهره‌پردازی                                     |         |
| ۱۳۵۰      | لوطی                        | خسرو پرویزی        | طراح و مجری چهره‌پردازی                                     |         |
| ۱۳۵۱      | بلوچ                        | مسعود کیمیایی      | طراح و مجری چهره‌پردازی                                     |         |
| ۱۳۵۱      | مرد                         | سیروس الوند        | طراح و مجری چهره‌پردازی                                     |         |
| ۱۳۵۱      | غریبه                       | شاپور قریب         | طراح و مجری چهره‌پردازی                                     |         |
| ۱۳۵۲      | بندری                       | کامران قدکچیان     | طراح و مجری چهره‌پردازی                                     |         |
| ۱۳۵۲      | گرگ بیزار                   | مازیار پرتو        | طراح و مجری چهره‌پردازی                                     |         |
| ۱۳۵۲      | پاپوش                       | اسماعیل پورسعید    | طراح و مجری چهره‌پردازی                                     |         |
| ۱۳۵۲      | تنگسیر                      | امیر نادری         | طراح و مجری چهره‌پردازی                                     |         |
| ۱۳۵۲      | خروس                        | شاپور قریب         | طراح و مجری چهره‌پردازی، بازیگر                             |         |
| ۱۳۵۳      | کنیز                        | کامران قدکچیان     | طراح و مجری چهره‌پردازی، دستیار کارگردان                    |         |
| ۱۳۵۳      | شرف                         | عزیزالله بهادری    | طراح و مجری چهره‌پردازی                                     |         |
| ۱۳۵۴      | صدای صحرا                   | نادر ابراهیمی      | طراح و مجری چهره‌پردازی                                     |         |
| ۱۳۵۴      | قسم                         | امیر شروان         | طراح و مجری چهره‌پردازی                                     |         |
| ۱۳۵۴      | پنجمین سوار سرنوشت          | سعید مطلبی         | طراح و مجری چهره‌پردازی                                     |         |
| ۱۳۵۵      | والده آقا مصطفی             | ناصر محمدی         | طراح و مجری چهره‌پردازی                                     |         |
| ۱۳۵۵      | سه نفر روی خط               | عبداله غیابی       | طراح و مجری چهره‌پردازی                                     |         |
| ۱۳۵۶      | سوته‌دلان                    | علی حاتمی          | چهره پرداز                                                 |         |
| ۱۳۵۶      | جای امن                     | مرتضی عقیلی        | طراح و مجری چهره‌پردازی                                     |         |
| ۱۳۵۶      | کوسه جنوب                   | ساموئل خاچیکیان    | طراح و مجری چهره‌پردازی، بازیگر                             |         |
| ۱۳۵۶      | واسطه‌ها                     | حسن محمدزاده       | طراح و مجری چهره‌پردازی                                     |         |
| ۱۳۵۶      | هزار بار مردن               | جلال مهربان        | طراح و مجری چهره‌پردازی                                     |         |
| ۱۳۵۷      | بر فراز آسمان‌ها             | محمد علی فردین     | طراح و مجری چهره‌پردازی                                     |         |
| ۱۳۵۷      | هجرت                        | حسین‌زاده           | طراح و مجری چهره‌پردازی                                     |         |
| ۱۳۵۸      | انفجار                      | ساموئل خاچیکیان    | طراح و مجری چهره‌پردازی                                     |         |
| ۱۳۶۱      | برزخی‌ها                     | ایرج قادری         | طراح و مجری چهره‌پردازی                                     |         |
| ۱۳۶۲      | بنفشه زار                   | محمدباقر خسروی     | طراح و مجری چهره‌پردازی                                     |         |
| ۱۳۶۲      | سردار جنگل (میرزا کوچک خان) | امیر قویدل         | طراح و مجری چهره‌پردازی، بازیگر                             |         |
| ۱۳۶۳      | جنجال بزرگ                  | سیاوش شاکری        | طراح و مجری چهره‌پردازی                                     |         |
| ۱۳۶۳      | محکومین                     | ناصر محمدی         | طراح و مجری چهره‌پردازی                                     |         |
| ۱۳۶۴      | کفش‌های میرزا نوروز          | محمد متوسلانی      | طراح و مجری چهره‌پردازی، بازیگر                             |         |
| ۱۳۶۴      | مردی که موش شد              | احمد بخشی          | طراح و مجری چهره‌پردازی                                     |         |
| ۱۳۶۵      | چمدان                       | جلال مقدم          | طراح و مجری چهره‌پردازی                                     |         |
| ۱۳۶۵      | حریم مهرورزی                | ناصر غلامرضایی     | طراح و مجری چهره‌پردازی                                     |         |
| ۱۳۶۵      | دبیرستان                    | اکبر صادقی         | طراح و مجری چهره‌پردازی                                     |         |
| ۱۳۶۵      | شیر سنگی                    | مسعود جعفری جوزانی | طراح و مجری چهره‌پردازی                                     |         |
| ۱۳۶۶      | جمیل                        | احمد بخشی          | طراح و مجری چهره‌پردازی                                     |         |
| ۱۳۶۶      | گرفتار                      | منصور تهرانی       | طراح و مجری چهره‌پردازی                                     |         |
| ۱۳۶۶      | پرستار شب                   | محمد علی نجفی      | جلوه‌های ویژه                                               |         |
| ۱۳۶۷      | شب حادثه                    | سیروس الوند        | جلوه‌های ویژه                                               |         |
| ۱۳۶۷      | بایسیکل‌ران                  | محسن مخملباف       | مجری دکور                                                  |         |
| ۱۳۶۷      | عروسی خوبان                 | محسن مخملباف       | مدیر صحنه، مجری دکور                                       |         |
| ۱۳۶۸      | شکار خاموش                  | کیومرث پور احمد    | مدیر صحنه، مجری دکور                                       |         |
| ۱۳۶۸      | جستجوگر                     | محمد متوسلانی      | طراح و مجری چهره‌پردازی، جلوه‌های ویژه                       |         |
| ۱۳۶۸      | رانده شده                   | جهانگیر جهانگیری   | طراح و مجری چهره‌پردازی، مجری دکور                          |         |
| ۱۳۶۹      | آوای دریا                   | رحمان رضایی        | طراح و مجری چهره‌پردازی، بازیگر، جلوه‌های ویژه               |         |
| ۱۳۶۹      | جستجو در جزیره              | مهدی صباغ‌زاده      | طراح و مجری چهره‌پردازی، بازیگر                             |         |
| ۱۳۷۰      | قربانی                      | رسول صدرعاملی      | مجری دکور                                                  |         |
| ۱۳۷۱      | حسنک                        | مهستی بدیعی        | طراح و مجری چهره‌پردازی، طراح صحنه، طراح لباس، جلوه‌های ویژه |         |
| ۱۳۷۱      | خون بس                      | ناصر غلامرضایی     | طراح و مجری چهره‌پردازی، جلوه‌های ویژه                       |         |
| ۱۳۷۱      | مأموریت آقای شادی           | محمدرضا زهتابی     | طراح و مجری چهره‌پردازی، بازیگر                             |         |
| ۱۳۷۱      | یک بار برای همیشه           | سیروس الوند        | جلوه‌های ویژه                                               |         |
| ۱۳۷۲      | بی تو هرگز                  | هوشنگ درویش‌پور     | طراح و مجری چهره‌پردازی، مجری دکور                          |         |
| ۱۳۷۲      | راز گل شب بو                | سعید خورشیدیان     | جلوه‌های ویژه                                               |         |
| ۱۳۷۳      | حالا چه شود                 | محمد جعفری هرندی   | طراح و مجری چهره‌پردازی، طراح صحنه، طراح لباس               |         |
| ۱۳۷۳      | شریک زندگی                  | سید علی خوش نشین   | طراح و مجری چهره‌پردازی                                     |         |
| ۱۳۷۴      | روز دیدار                   | سیدعلی خوش نشین    | طراح و مجری چهره‌پردازی                                     |         |
| ۱۳۷۴      | قانون                       | فرامرز قریبیان     | طراح و مجری چهره‌پردازی                                     |         |
| ۱۳۷۴      | هفت گذرگاه                  | جمشید حیدری        | مجری دکور                                                  |         |
| ۱۳۷۶      | ساغر                        | سیروس الوند        | جلوه‌های ویژه                                               |         |
| ۱۳۷۶      | شیطان در خانه               | محمدرضا زهتابی     | طراح چهره‌پردازی                                            |         |
| ۱۳۷۷      | یک روز طولانی               | علی شوقیان         | طراح چهره‌پردازی                                            |         |
| ۱۳۷۸      | لوکوموتیوران                | اصغر نصیری         | طراح چهره‌پردازی                                            |         |

### تلویزیون
| سال تولید | نام اثر                             | کارگردان       | عنوان                  | یادداشت |
| --------- | ----------------------------------- | -------------- | ---------------------- | ------- |
| ۱۳۵۶      | مجموعه تلویزیونی غارتگران           | محمد متوسلانی  | طراح و مجری چهره‌پردازی |         |
| ۱۳۶۳      | مجموعه تلویزیونی حسام‌الدوله (بی‌خبر) | جواد انصافی    |                        |         |
| ۱۳۶۸      | مجموعه تلویزیونی چراغ خانه          | منوچهر پوراحمد | مدیر صحنه، مجری دکور   |         |
| ۱۳۷۵      | مجموعه تلویزیونی بهشت گمشده         | کامران قدکچیان | طراح چهره‌پردازی        |         |

### تئاتر
| سال تولید | نام اثر                | کارگردان          | عنوان                  | یادداشت |
| --------- | ---------------------- | ----------------- | ---------------------- | ------- |
| ۱۳۳۷      | نمایش مرگ موش          | دکتر فتح‌الله والا | طراح و مجری چهره‌پردازی |         |
| ۱۳۴۱      | نمایش قهوه‌خانه ماه اوت | امیر شروان        | طراح و مجری چهره‌پردازی |         |

## جوایز
- نامزد دریافت سیمرغ بلورین بهترین جلوه‌های ویژه هشتیمن دوره جشنواره بین‌المللی فیلم فجر ۱۳۶۸، برای فیلم جستجوگر.
- دریافت لوح تقدیر و سردیس سردار جنگل، برای فیلم سینمایی سردار جنگل (میرزا کوچک خان) ۱۳۶۲.
- دریافت نشان ویژه خانه تئاتر در پنجمین دوره بزرگداشت روز جهانی تئاتر، به پاس یک عمر تلاش برای اعتلای تئاتر ایران - هفته تئاتر 1387.[۱]

## تجلیل و بزرگداشت
- تجلیل خانه سینما در مراسم دومین نکوداشت پیشکسوتان هنر گریم در سینمای ایران به عنوان چهره پرداز پیشکسوت. ۱۵ اسفند 1384[۲]
- تجلیل انجمن چهره پردازان خانه تئاتر به عنوان چهره پرداز پیشکسوت تئاتر ایران – اردیبهشت 1387[۱]

## نگارخانه

### پشت صحنه

پشت صحنه سینمایی سلطان قلبها
پشت صحنه سینمایی تنگسیر
پشت صحنه سینمایی کوسه جنوب
پشت صحنه سینماییرشید
به همراه نورمن ویزدوم همایون
پشت صحنه سینمایی سردار جنگل (میرزا کوچک خان)

### قرارداد

قراداد گریم هنر پیشگان سالن اول تئاتر دهقان
قراداد گریم فیلم سینمایی حسن کچل
قراداد گریم فیلم سینمایی بر فراز آسمان‌ها